# Aeroportul Puerto Deseado
Aeroportul Puerto Deseado (IATA: PUD, ICAO: SAWD) este un aeroport din Provincia Santa Cruz, Argentina ce deservește zona Puerto Deseado⁠(d). A fost numit după zona deservită.
Situat la o altitudine de 81 m, aeroportul dispune de o singură pistă.